# میکله ماسترومارینو
میکله ماسترومارینو (ایتالیایی: Michele Mastromarino; ۱ نوامبر ۱۸۹۴ – ۲۵ ژوئن ۱۹۸۶) ژیمناست هنری اهل ایتالیا بود.